# جيف كيلي (صحفي)
جيف كيلي (بالإنجليزية: Geoff Keighley)‏ هو صحفي مختص بألعاب الفيديو كندي ومقدم تلفازي. عُرف باستضافته لبرنامج عن ألعاب الفيديو بعنوان تلفاز إعلانات الألعاب، وللمشاركة في استضافة البرنامج المنتهي جي4تي في.كوم. يعمل كيلي أيضًا بالكتابة الحرة والتي ظهرت في كوتاكو، ومجلات أخرى. كان كيلي أيضًا المنتج المنفذ لبرنامج جوائز ألعاب الفيديو على قناة سبايك، وهو كذلك المنتج المنفذ والمستضيف لبرنامج جوائز اللعبة منذ الحفل الافتتاحي له في 2014. استضاف كذلك حدث إي3 كولوسيوم في معرض الترفيه الإلكتروني.

## وصلات خارجية
- الموقع الرسمي